# Morituri te salutant (romanzo)
Morituri te salutant è un romanzo giallo storico di Danila Comastri Montanari ambientato nell'antica Roma. È uscito per la prima volta nel 1994, stampato nella collana Il Giallo Mondadori con il numero 2394, ed è stato poi riedito dalla Hobby & Work cinque anni dopo. Come altri lavori precedenti di Montanari, ha come protagonista il senatore Publio Aurelio Stazio; mentre però è il quarto in ordine di uscita originale, l'editoria Hobby & Work lo pone come seconda avventura del senatore.

## Trama
Anno 45 d.C. A Roma dovranno tenersi i ludi gladiatori, ovvero le amate lotte tra i gladiatori, ma nel corso di un combattimento, Chelidone, asso dell'arena, si accascia al suolo, vittima di un decesso inspiegabile. Ciò porta Claudio, l'imperator in persona, a convocare al Palatino il suo vecchio amico Publio Aurelio Stazio, affidandogli le indagini sulla morte del campione...

## Personaggi
- Publio Aurelio Stazio: senatore e investigatore dell'antica Roma e protagonista dell'omonima serie.
- Castore e Paride: liberti di Aurelio.
- Pomponia e Servilio: amici di Aurelio.
- Sergio Maurico: avvocato.
- Sergia: sorella di Maurico.
- Nissa: attrice della pantomima.
- Flaminia: una matrona in incognito.
- Chelidone: campione dell'arena.
- Turio: amico di Chelidone.
- Eliodoro, Gallico, Ercole e Arduina: gladiatori rispettivamente siculo, celta, sarmata e britanna.
- Quadrato: avversario di Chelidone.
- Aufidio: lanista dell'arena.
- Crisippo: medico.

## Edizioni
- Danila Comastri Montanari, Morituri te salutant, n. 2394, collana Il Giallo Mondadori, Arnoldo Mondadori Editore, 1994,  p. 310, ISBN 88-7851-063-7.
- Danila Comastri Montanari, Morituri te salutant, Hobby & Work, 9 aprile 1999,  p. 300, ISBN 978-8871333441.
- Danila Comastri Montanari, Morituri te salutant, collana Publio Aurelio Pocket, Hobby & Work, 2005,  p. 310, ISBN 978-8878510630.
- Danila Comastri Montanari, Morituri te salutant, collana Publio Aurelio Pocket, Hobby & Work, 13 luglio 2006,  p. 270, ISBN 978-8878513815.
- Danila Comastri Montanari, Morituri te salutant, Oscar gialli, Mondadori, 28 dicembre 2017,  p. 238, ISBN 978-88-04-68541-8.